# Church of Our Lady and Saint Nicholas (Liverpool)

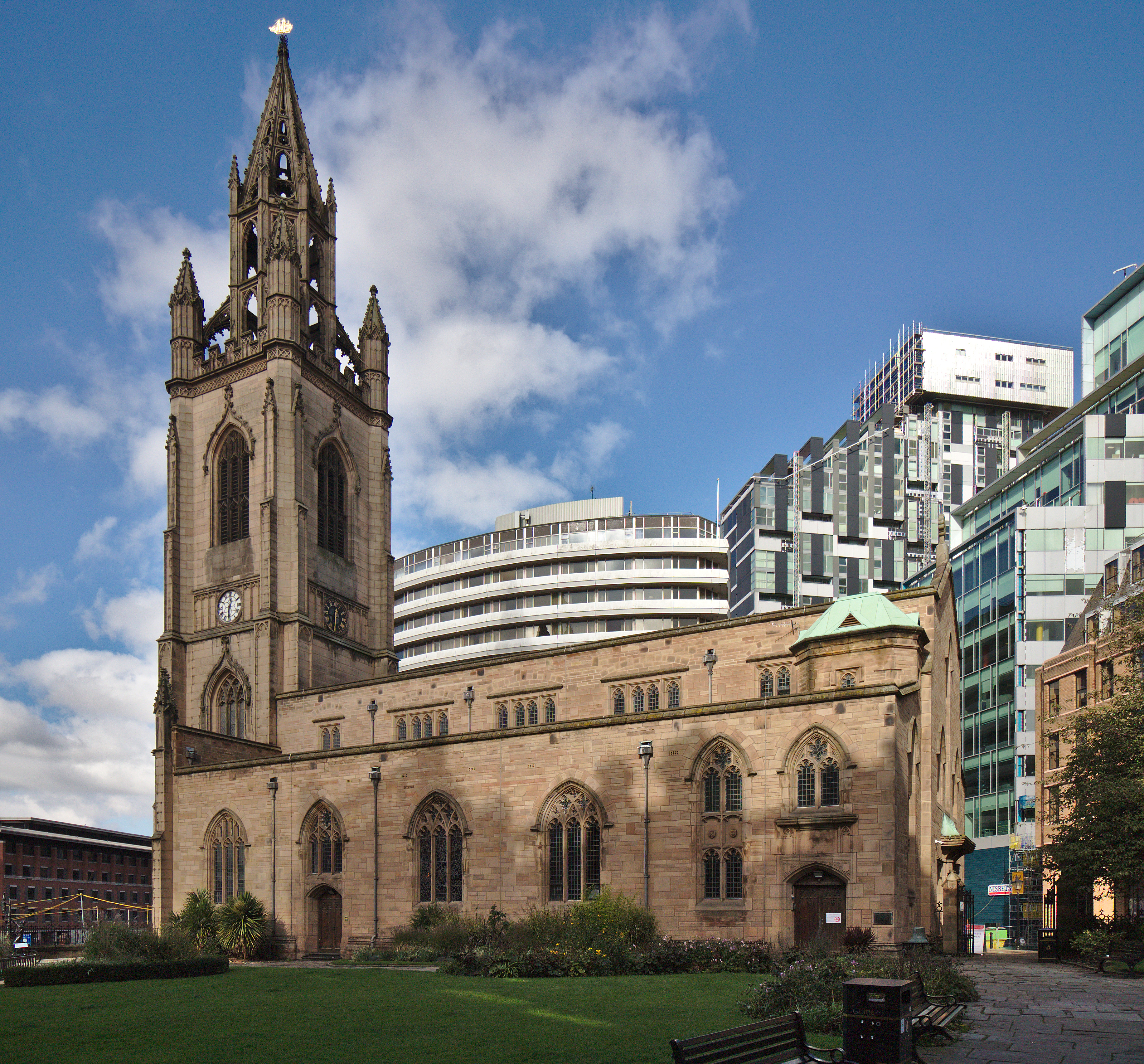
Church of Our Lady and Saint Nicholas in Liverpool, England

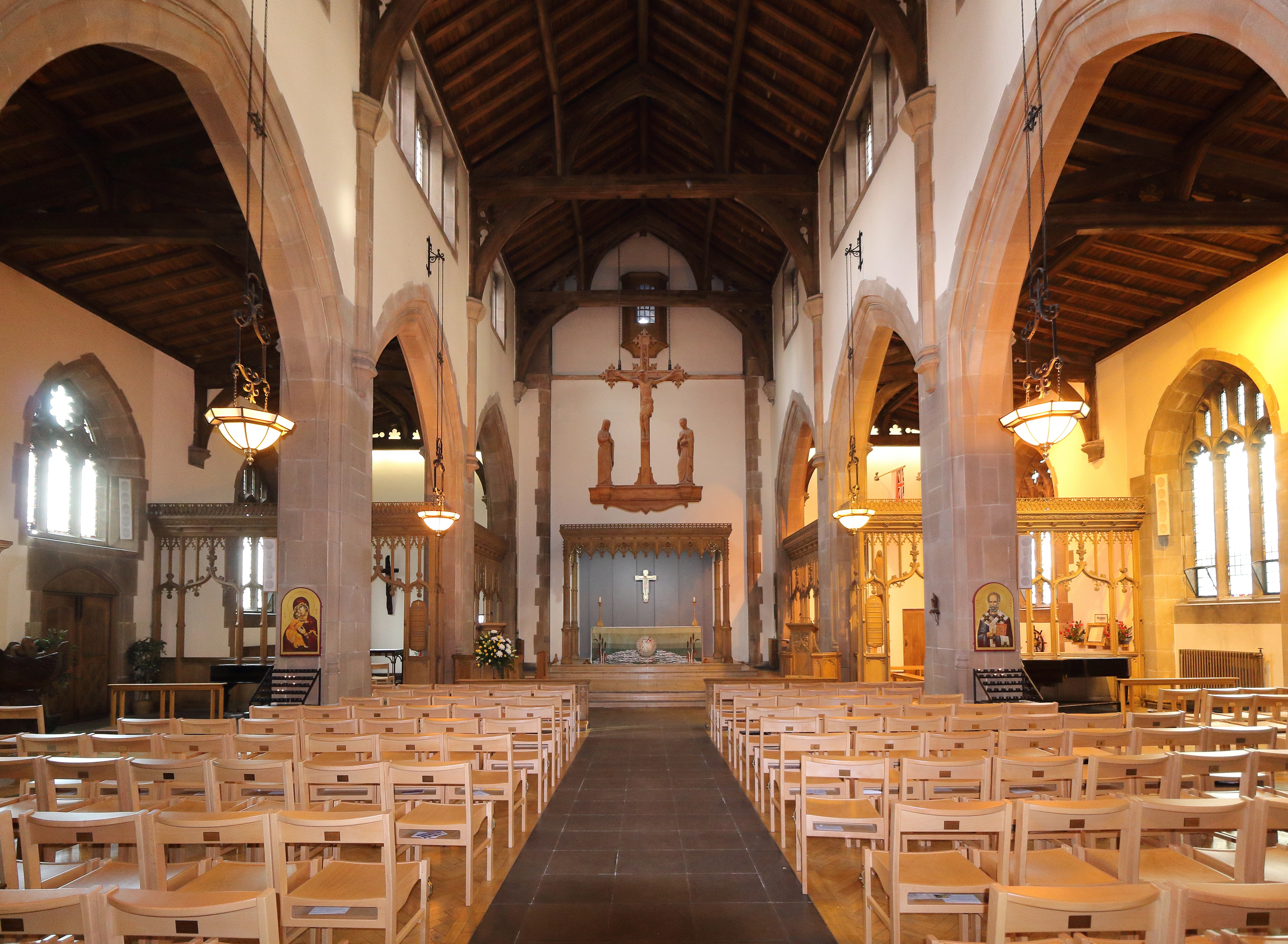
Langhaus und Chorbereich

Die anglikanische Pfarrkirche der Church of Our Lady and Saint Nicholas in der englischen Hafenstadt Liverpool trägt die Patrozinien von Maria, der Mutter Jesu, und des hl. Nikolaus, des Schutzpatrons der Seeleute. Der Kirchenbau ist als Grade-II-Bauwerk eingestuft und gehört zum Major Churches Network.

## Lage
Die Kirche liegt an der Mündung des River Mersey in die Irische See in einer Höhe von etwa 10 m nahe beim Hafen der annähernd 500.000 Einwohner zählenden Großstadt. Sie ist umgeben von neueren Büro- und Geschäftshochhäusern der ehemals bedeutenden Hafenstadt.

## Geschichte
Es gibt Indizien dafür, dass an gleicher Stelle bereits um die Mitte des 13. Jahrhunderts eine Kapelle mit Namen St Mary del Quay gestanden hat, die in späterer Zeit oft ergänzt und verändert wurde – so wurde im Jahr 1746, als die Stadt etwa 10.000 Einwohner zählte, ein Glockenturm angebaut. Dieser stürzte im Jahr 1810 während eines Gottesdienstes teilweise in sich zusammen und verletzte 25 Personen tödlich. Während eines deutschen Luftangriffs am 21. Dezember 1940 erlitt die Kirche schwere Schäden; der Bau einer neuen und größeren Kirche erfolgte erst in den Jahren 1949–1952.

## Architektur
Markantester Bauteil der heutigen Kirche ist der etwa 50 m hohe Glockenturm mit seiner durchbrochenen neogotischen Laterne. Das etwa 45 m lange Innere der Kirche ist dreischiffig und basilikal angelegt; alle Decken sind aus Holz. Der flach schließende Chorbereich ist durch Stufen leicht erhöht.